# Tokugawa Akitake

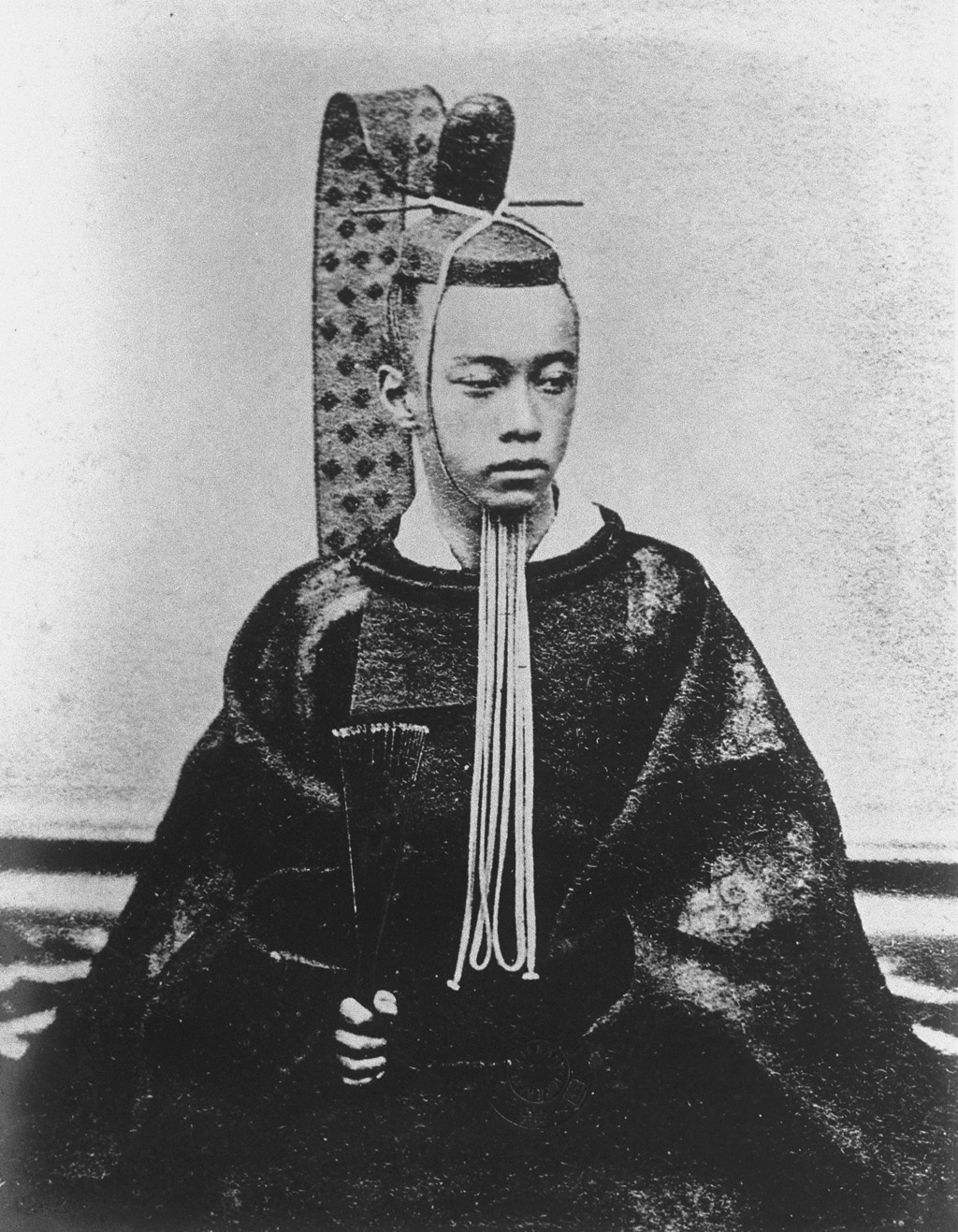
Tokugawa Akitake

Tokugawa Akitake (japanisch 徳川 昭武; geboren 26. Oktober 1853 in Edo (Provinz Musashi); gestorben 3. Juli 1910) war ein japanischer Daimyō, der letzte Herr der Mito-Domäne am Ende der Edo-Zeit.

## Leben und Wirken
Tokugawa Akitake war der 18. Sohn von Tokugawa Nariaki, dem Fürsten der Mito-Domäne. Seine Mutter war Marikoji no Mutsuko (万里小路 睦子), sein jüngerer Bruder war der 15. und letzte Shogun Tokugawa Yoshinobu. 1864, nach dem plötzlichen Tod seines älteren Bruders Akinori (昭訓), wurde er zur Wache des Kaiserpalastes zugeteilt und bewachte während des Aufstands am Hamaguri-Tor im Juli die Umgebung des östlichen Flügels des Palastes. Im November des Jahres wurde ihm der Hofrang eines Jūgoige, (従五位下) und des „Mimbu daisuke“ (民部大輔) für seine Leistungen als Kyōto-Wache verliehen. 1868 wurde er der 6. Chef des Hauses Shimizu, eines entfernteren Zweiges des Tokugawa-Klan.

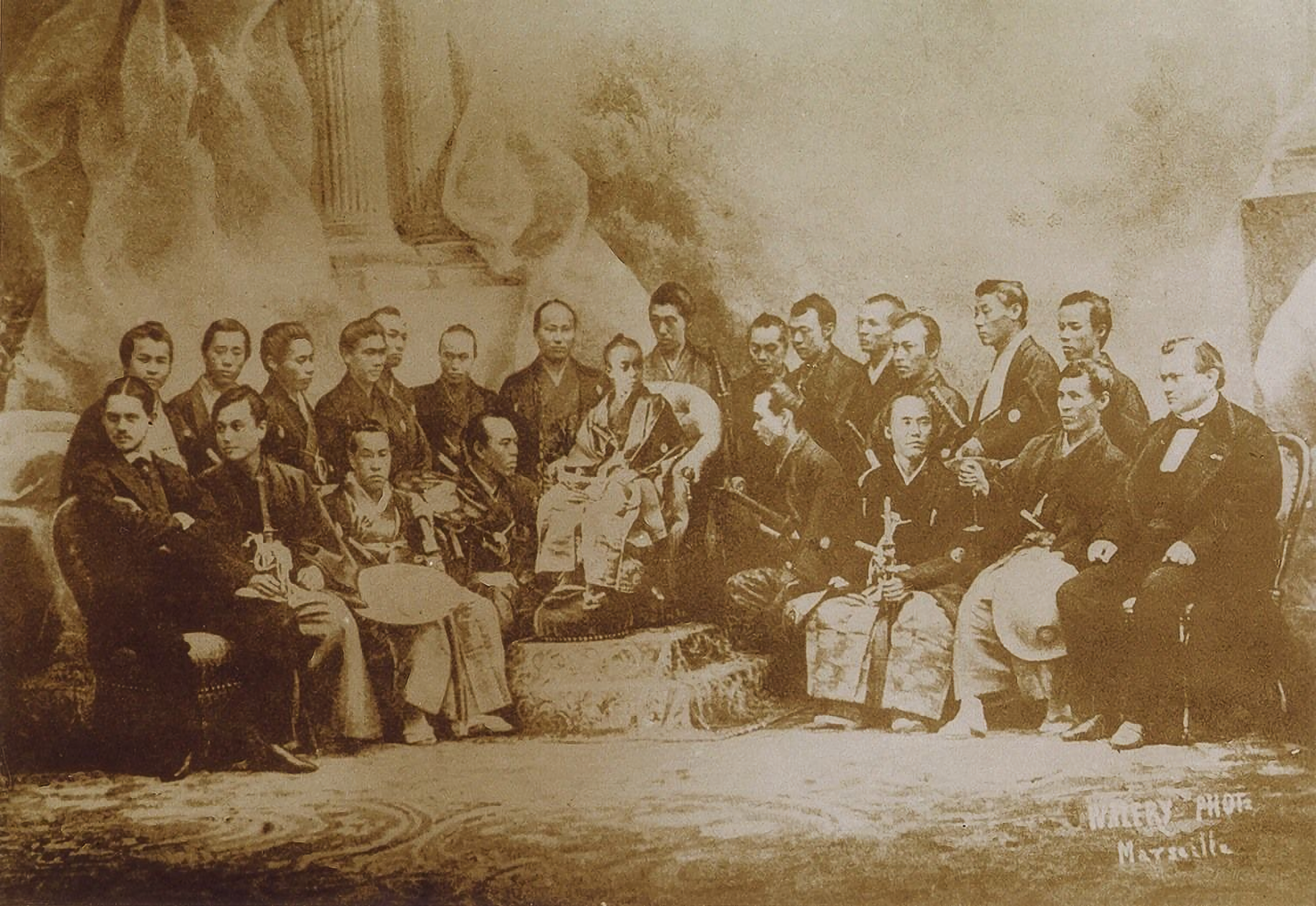
Japanische Delegation in Marseille

Am Ende desselben Jahres rückte Tokugawa als Spitze einer Armee gegen die „Tengu-Partei“ im Norden von Kyōto entlang der Higashi-Ōmi-Straße (東近江路) vor. Am geplanten Tag des Angriffs ergaben sich der Anführer Takeda Kōunsai (1803–865) und andere jedoch dem Kaga-Klan (加賀藩), sodass er nach Kyōto zurückkehrte.
Im November 1866 wurde die Residenz der Familie Shimizu angegriffen, Akitake fand in Yoshinobus Anwesen Schutz. Er erhielt den Hofrang „Jushiige“ (従四位下) und wurde Generalmajor der Palastwache (近衛権少将) der linken Seite. 1867 nahm er – 14 Jahre alt – als Vertreter des Shogun Tokugawa Yoshinobu an der Weltausstellung Paris an der Spitze einer Delegation teil, die 28 Personen umfasste und von Mukōyama Kōson (向山 黄村; 1826–1897) geleitet wurde. Nach dem Besuch von weiteren Teilnehmerstaaten studierte er in Frankreich und erhielt eine gründliche französische Ausbildung.
Als Tokugawa 1868 erfuhr, dass Tokugawa Yoshinobu aufgrund der Meiji-Restauration in Schwierigkeiten geraten war, gab er sein Auslandsstudium auf, kehrte nach Japan zurück und übernahm 1868 als 11. Chef die Mito-Domäne. Er stand auf der Seite der neuen Regierung, ging nach Esashi (江差) auf Hokkaidō, um die verbliebenen Anhänger des Shogunats zu stellen. Im selben Jahr folgte er der Aufforderung zur Rückgabe der feudalen Domänen an den Kaiser (版籍奉還, Hanseki hōkan) und wurde Domänengouverneur. 1871 strebte er danach, Hokkaidō zu erschließen, ließ sich mit ehemaligen feudalen Gefolgsleuten in fünf Regierungsbezirken von Teshio (天塩) nieder, kehrte später jedoch nach Mito zurück.
1872 wurde Akitake aufgrund der Abschaffung feudaler Domänen und der Einrichtung von Präfekturen aus dem Amt des Gouverneurs der Domäne entlassen. Nach einer Reise zur Weltausstellung in Philadelphia 1876 setzte er sein Studium in Frankreich fort. 1881 kehrte er nach Japan zurück und ließ sich in Matsudo nieder. In seinen letzten Jahren engagierte er sich für Baumschulen in der Präfektur Ibaraki.